# Wausau (Floryda)
Wausau – miasto w Stanach Zjednoczonych, w stanie Floryda, w hrabstwie Washington.